# IC 3606
IC 3606 је елиптична галаксија у сазвјежђу Дјевица која се налази на листи објеката дубоког неба у Индекс каталогу.
Деклинација објекта је + 12° 36' 37" а ректасцензија 12h 38m 25,1s. Привидна величина (магнитуда) објекта IC 3606 износи 15,0 а фотографска магнитуда 16,0.